# Opra Pál
Opra Pál (Szentivánlaborfalva, 1911. július 1. – 2004. április 9.) erdélyi magyar jogász, mezőgazdasági szakíró.

## Életútja
Középiskoláit Csíkszeredában végezte (1932). Egyetemi tanulmányait joghallgatóként a bukaresti egyetemen kezdte, s 1942-ben a Kolozsvárra visszatért magyar egyetemen fejezte be, ahol államtudományi doktorátust szerzett (1943).
Volt segédjegyző szülőfalujában (1935–40), helyettes szolgabíró Uzonban (1938–40), az EMGE statisztikai ügyosztályának munkatársa, majd vezetője (1940–47). Egyetemi előadó a Mezőgazdasági Főiskolán (1948–75), nyugalomba vonulásáig. Elsősorban a mezőgazdasági jognak, a vállalatok szervezésének és műszaki-anyagi ellátásának, valamint a termékek értékesítésének kérdései foglalkoztatták. Az erdélyi megyék 1938 és 1944 közötti termék és termelési eredményeinek statisztikáját dolgozta fel (kéziratban maradt). Főiskolai munkaköréhez kapcsolódóan főiskolai tankönyveket, mezőgazdasági szakkönyveket írt. Később a mezőgazdasági üzemek szervezésének kérdéseivel foglalkozott.
Az 1989 után újjáalakult Romániai Magyar Gazdák Egyesülete (RMGE) munkájába is bekapcsolódott, beválasztották őt a Tanácsadói Testületbe, ahol a jogi szakbizottsági teendőket látta el.

## Munkássága
Első írása, statisztikai elemzés Erdély népességéről az 1930-as években az Erdélyi Gazdák Zsebnaptárában jelent meg (1946). Rendszeres munkatársa volt a bukaresti Állami Mezőgazdasági Könyvkiadó kolozsvári szerkesztőségének. Írásait az Erdélyi Gazda, Falvak Népe, majd Falvak Dolgozó Népe, Romániai Magyar Szó, Előre, Az Igazság, Korunk közölte. Főiskolai jegyzete: A mezőgazdasági vállalatok tervezése és szervezése (Kolozsvár 1953); szerkesztésében jelent meg Budai Ferenc Szervezési ismeretek a kollektív gazdaságok brigádvezetői számára (1958) című munkája.

## Kötetei
- Gabonabetakarítás és cséplés (Mezei Sándorral, 1951)
- Az agronómia kézikönyve (többekkel, 1954)
- A kollektív gazdaságok jövedelme (Benke Sándorral, 1956)
- A börvelyi „Előre” kollektív gazdaság (Benke Sándorral, 1958)
- Tervezés a kollektív gazdaságokban (1959, 1963)
- Az EGE, EMGE, RMGE 150 éves története / szerk. Farkas Zoltán. (2004) A kötet szerzői: Kós Károly, Venczel József, Kacsó Sándor, Pap István, Veress István, Takács Csaba, Benkő Samu, Csávossy György, Cseke Péter, Makkay József, Tibori Szabó Zoltán, és Farkas Zoltán.[3]